# Lernaea cruciata
Lernaea cruciata is een eenoogkreeftjessoort uit de familie van de Lernaeidae. De wetenschappelijke naam van de soort is voor het eerst geldig gepubliceerd in 1824 door Le Sueur.